# Écouves
Écouves es una comuna nueva francesa situada en el departamento de Orne, de la región de Normandía.

## Historia
Fue creada el 1 de enero de 2016, en aplicación de una resolución del prefecto de Orne de 29 de septiembre de 2015 con la unión de las comunas de Forges, Radon y Vingt-Hanaps, pasando a estar el ayuntamiento en la antigua comuna de Radon.

## Demografía
| Gráfica de evolución demográfica de Écouves entre 1800 y 2013 |
|                                                               |

Los datos entre 1800 y 2013 son el resultado de sumar los parciales de las dos comunas que forman la nueva comuna de Écouves, cuyos datos se han cogido de 1800 a 1999, para las comunas de Forges, Radon y Vingt-Hanaps de la página francesa EHESS/Cassini. Los demás datos se han cogido de la página del INSEE.

## Composición
| Comuna delegada | Código INSEE | Población (2013) | Superficie (km²) | Densidad (hab./km²) |
| --------------- | ------------ | ---------------- | ---------------- | ------------------- |
| Forges          | 61175        | 220              | 5.01             | 44                  |
| Radon           | 61341        | 1079             | 19.81            | 54                  |
| Vingt-Hanaps    | 61509        | 471              | 11.58            | 41                  |